# Kuivajõgi
Kuivajõgi är ett vattendrag i Estland.   Det ligger i landskapet Harjumaa, i den centrala delen av landet, 30 km sydost om huvudstaden Tallinn.